# Nová lesní strategie EU do roku 2030
Nová lesní strategie EU do roku 2030 (Nová strategie EU pro lesy do roku 2030, Nová lesní strategie, Lesnická strategie EU) je důležitou součástí Zelené dohody pro Evropu, která úzce navazuje na evropskou strategii v oblasti biologické rozmanitosti. Popisuje základní principy a metody transformace evropského lesnictví, která je nezbytná pro zachování a obnovu biologické rozmanitosti lesních ekosystémů a pro zvládnutí klimatické krize. Strategie počítá s tím, že významná část evropských lesů bude do roku 2030 začleněna do nových chráněných území a ty ekologicky nejcennější, zvláště pak panenské pralesy, budou chráněny striktně. Lesní hospodářské monokultury mají být přeměněny na rozmanité, převážně listnaté lesy a mají být obhospodařovány ekologicky šetrným způsobem. Předpokládá se rovněž, že rozloha lesů bude nadále růst v souvislosti s opouštěním zemědělské půdy v řadě venkovských oblastí a s vytvářením nových krajinných prvků v zemědělské krajině. Lesy by však také měly produkovat velké množství dřeva, které má být v co největším rozsahu využito na výrobky s dlouhou životností a tím výrazně přispět k ukládání uhlíku. V této souvislosti je velký důraz kladen především na stavebnictví, které by v mnohem větším rozsahu mělo využívat konstrukční dřevo. Jako palivo má být naopak využíváno jen takové dřevo, které nelze použít k jinému účelu. Lesní strategie, stejně jako samotná Zelená dohoda pro Evropu, není právně závazným dokumentem. Jedná se o záměr, který evropská komise s evropským parlamentem hodlají prosadit, avšak za pomoci jiných nástrojů, jakými jsou např. evropské směrnice, evropské zákony a Společná zemědělská politika. 

## Ochrana biologické rozmanitosti
Podle Strategie pro biodiverzitu by EU měla do roku 2030 chránit 30% svého území a lesní strategie počítá s tím, že významná část nových chráněných území připadne právě na lesy. Lesy pokrývají více než 43,5% rozlohy EU a nějakým způsobem chráněno je v současnosti asi 27% této lesní plochy. Tento podíl však má do budoucna narůst.
Alespoň třetina chráněných území, neboli 10% území EU, má být do roku 2030 chráněno přísně. To znamená, že by tato nejcennější území neměla být hospodářsky využívána s výjimkou činností, které jsou nezbytné pro udržení vysoké biodiverzity. I v tomto případě se z velké části bude jednat o lesy. Biologicky nejhodnotnější jsou zbytky původních panenských pralesů nebo lidskou činností málo pozměněných přírodních lesů, které však tvoří jen 3% zalesněné plochy v EU. Ty by měli být všechny zařazeny do nejpřísněji chráněných oblastí.
Obhospodařování lesů by se již nemělo podřizovat jen ekonomickým cílům, ale mělo by vést rovněž k podpoře biologické rozmanitosti a pohlcování uhlíku. Na místo hospodářských monokultur by měli být pěstovány převážně listnaté opadavé lesy s rozmanitými funkcemi. Místo stejnověkých jednodruhových porostů mají být pěstovány lesy druhově a strukturně pestré s využitím původních domácích dřevin. Od používání cizích druhů, které se mohou chovat invazivně, se má upustit. V lesích by mělo být ponecháváno dostatečné množství starých stromů a část lesů by se měla ponechat samovolnému vývoji. Holoseče by měli být omezeny na náležitě zdůvodněné případy, stromy by se měli kácet v souladu se směrnicí o ochraně ptáků, pařezy a kořeny se mají ponechávat v půdě. Neměla by být rovněž využívána technika, která příliš zhutňuje lesní půdu.
Rozloha lesů v EU se v současnosti zvětšuje, a to především v důsledku sukcese ve venkovských oblastech. Lesní strategie počítá s tím, že tyto procesy budou pokračovat i nadále a přispějí ke zvětšování rozlohy lesů, produkci dřeva i ukládání uhlíku. Současně s tím má docházet také k cílenému vysazování stromů v zemědělské krajině v souvislosti se vznikem nových krajinných prvků, které by podle strategie pro biodiverzitu měli do roku 2030 pokrýt až 10% zemědělské půdy. Ve venkovských oblastech má být podporováno agrolesnictví, lesopastevectví, biokoridory a další krajinné prvky. Stromy mají být vysazovány i v příměstských a městských oblastech. Těmito aktivitami má být rovněž naplněn závazek vysázet do roku 2030 na 3 miliardy nových stromů při respektování ekologických zásad. Sázeny a pěstovány mají být jen správné stromy na správném místě a za správným účelem.

## Snižování emisí skleníkových plynů
Evropské lesnictví by mělo přispět k boji proti klimatickým změnám tím, že zajistí pohlcování a ukládání velkého množství uhlíku. Toho má být dosaženo pěstováním přírodě blízkých lesů, které dokáží pohlcovat velké množství uhlíku. Současně by mělo dojít k nárůstu používání dřeva na výrobky s dlouhou životností.
Největší pozornost se věnuje stavebnictví, které by se podle cílů lesní strategie mělo transformovat z dosavadního emitenta skleníkových plynů na odvětví ukládající uhlík, za pomocí masivního využívání konstrukčního dřeva. Dřevo doposud tvoří jen 3% používaných stavebních materiálů, tento podíl však má výrazně narůst. Počítá se s propagací dřeva jako stavebního materiálu, s podporou vývoje technologií umožňujících zpracovávat i méně jakostní dřevo, a také podporou zpracovávání dřeva listnatých stromů. Jako pozitivní příklad jsou uváděny iniciativy dřevozpracujícího průmyslu Renovační vlna a Nový Bauhaus.
Podporována má být i výroba produktů s kratší dobou životnosti, avšak teprve tehdy, nelze-li dřevo využít na výrobu produktů s delší životností. V současnosti se dřevo hojně využívá jako palivo. Uvádí se, že spalování dřeva je zodpovědné za 60% veškeré energie z obnovitelných zdrojů a spotřeba biomasy se od roku 2000 zvýšila o 20%. S využíváním biomasy k energetickým účelům se počítá i do budoucna, avšak spalovat se má pouze nejméně jakostní dřevo, které se nedá smysluplně využít jako konstrukční materiál a nebo odpadní dřevo, které nelze recyklovat. Spalování celých stromů by naopak mělo být redukováno na minimum.
Lesní strategie by měla přispět k naplnění cílů balíčku Fit for 55, a to jak prostřednictvím ukládání uhlíku tak podporou obnovitelných zdrojů energie. Současně by však měla být revidována směrnice o obnovitelných zdrojích energie tak, aby využívání palivového dříví neohrožovalo biodiverzitu. V rámci této směrnice by mělo být zakázáno získávat biomasu z původních lesních porostů a omezeno získávání biomasy z lesů s vysokou biodiverzitou. Pravidla podpory využívání biomasy k energetickým účelům by v jednotlivých členských státech měla být nastavena tak, aby se minimalizovaly škodlivé dopady na biodiverzitu.
Využívání dřeva se má řídit tzv. kaskádovým principem a odpadovou hierarchií. Kaskádový princip spočívá v upřednostňování použití dřeva na výrobky s delší životností před výrobky s kratší životností, přičemž spalovat by se mělo jen dřevo nejhorší jakosti, které se k ničemu jinému nehodí. Odpadová hierarchie říká, že je třeba předcházet vzniku dřevěného odpadu (využívat dřevěné výrobky co nejdéle). Když už dřevěný odpad vznikne, má být pokud možno recyklován na výrobu dalších dřevěných výrobků a teprve odpad, který se nedá recyklovat, má být využit jako palivo.

## Prosperita venkovských oblastí
Strategie uvádí, že v EU žije 16 milionů soukromých vlastníků lesů, kteří vlastní 60% všech evropských lesů a funguje zde 397 000 podniků pracujících se dřevem, což představuje až 20% všech výrobních podniků v EU. Až 2,1 milionu lidí v EU pracuje v tradičních lesnických odvětvích jako je obhospodařování lesů, těžba dřeva, produkce korku, buničiny a papíru, což dohromady vytváří až 110 miliard eur hrubé přidané hodnoty. Dalších 1,2 milionu lidí pracuje v navazujících odvětvích jako je nábytkářský průmysl, výroba dřevěných výrobků, knihtisk, ap., který vytváří dalších 25 a 31 miliard eur přidané hodnoty. Zhruba 19,5 miliard eur pak tvoří hodnota lesních plodů, léčivých bylin, tříslovin, pryskyřice a také lesní turistiky.
Lidé a subjekty napojené na tato odvětví se mají na transformaci lesnictví aktivně podílet. Lesní strategie proto počítá s vytvořením dalších finančních pobídek pro vlastníky a správce lesů, a to hlavně prostřednictvím programu rozvoje venkova v rámci Společné zemědělské politiky. Členské státy jsou proto vybízeni k tomu, aby vytvořili systém plateb za ekosystémové služby pro vlastníky a správce lesů, které by jim v souvislosti s transformací hradili náklady a ušlé příjmy. Členské státy jsou dále vyzýváni k vytvoření ekorežimů (pravidel na poskytování dotací) k podpoře nízkouhlíkových technologií, agrolesnictví, zalesňování, investic do zvyšování biodiverzity, ap. Cílem je, aby transformace lesnictví nevedla k úpadku venkovských oblastí, ale aby jim naopak přinášela nové příležitosti.

## Implementace strategie
Evropská komise přijala Novou lesní strategii 16. července roku 2021 a Evropský parlament ji schválil 13. září 2022. Cíle Zelené dohody pro Evropu ani jejích dílčích strategií však nejsou sami o sobě právně závazné a evropské instituce proto musí své ambice prosazovat jinými nástroji.
Evropská komise plánuje využívat dobrovolný systém vhodných certifikátů, který bude vyhodnocovat, do jaké míry lesní hospodaření v tom kterém lese napomáhá udržovat vysokou biologickou rozmanitost a jaký má dopad na zachycování a ukládání uhlíku. To by umožnilo lépe zacílit systém státních podpor a finančních pobídek směrem k udržitelnému hospodaření. Uvažuje se také o vystavování obchodovatelných uhlíkových certifikátů, které by získávali správci lesů, které dokáží pohlcovat a ukládat uhlík. Ti by tyto certifikáty mohli prodávat na trhu podnikům, které vypouštějí emise oxidu uhličitého.
Za účelem sledování stavu lesů má být zdokonalen a harmonizován celoevropský informační systém FISO. K monitorování stavu lesů má být prováděn také dálkový průzkum s využitím evropských satelitních systémů Copernicus a Galileo. Využití těchto systémů ke sběru dat o stavu lesů má mimo jiné tu výhodu, že je evropské orgány mohou získávat nezávisle na jednotlivých členských státech.
Nejvýznamnějším nástrojem evropské lesní politiky by měla být Společná zemědělská politika, která disponuje velkým rozpočtem a je závazná pro všechny země Evropské unie. Z rozpočtu Společné zemědělské politiky by v budoucnu mělo jít podstatně více peněz na lesní hospodaření, a to především v rámci programu rozvoje venkova. Do jaké míry bude nová lesní strategie úspěšná závisí právě na tom, jak dalece se její cíle propíší do pravidel Společné zemědělské politiky, a tedy v jakém rozsahu budou evropské dotace podmíněny plněním jejích cílů.
Evropských lesů se má také výrazně dotknout navrhované Nařízení EU na obnovu přírody, které má vést k obnově ekosystémů na 20% území Evropské unie. Obnovovat by se měla rašeliniště, řeky, mokřady, lesy a mořské ekosystémy, které jsou životně důležité pro biologickou rozmanitost a pro zmírnění a přizpůsobení se změně klimatu.

## Politické konflikty
Nová lesní strategie vyvolává velký odpor u vlastníků pozemků a představitelů konvenčního lesního průmyslu, kteří se obávají, že realizace navrhovaných cílů omezí jejich vliv, pravomoci a ekonomické přínosy. Dne 4. října 2021 se ve Vídni sešli zástupci vlastníků pozemků z 16 evropských zemí, kde přijali tzv. Vídeňskou deklaraci odsuzující novou lesní strategii. Setkání svolala organizace CEPF (Confederation of European Forest Owners), která sdružuje evropské vlastníky lesů a lobuje za jejich zájmy. Podpořila ji však také organizace Copa Cogeca, hájící zájmy konvenčně hospodařících zemědělců a potravinářských podniků. Podle Vídeňské deklarace lesní strategie upozaďuje ekonomické funkce lesů ve prospěch environmentálních cílů, což je vnímáno jako problém. Strategie je dále odmítána s tím, že zanedbává zájmy vlastníků lesů a zmenšuje pravomoci členských států EU.
Evropská asociace EUSTAFOR (European State Forest Association) zase zveřejnila společné stanovisko organizací zastupujících zájmy evropských lesnických a dřevařských firem. V něm naléhají na Evropskou komisi, aby vzala v úvahu názory lesního průmyslu a varují před nedozírnými ekonomickými a společenskými následky, které by realizace ekologických cílů mohla způsobit.
Na stranu lesního průmyslu a pozemkových vlastníků se přidalo několik členských států EU. Ministři zodpovědní za lesní hospodaření z Maďarska, České republiky, Slovenska, Rumunska, Polska, Estonska, Litvy, Finska, Německa a Rakouska zformulovali 2. července 2021 společný otevřený dopis, v němž zavrhují upřednostňování ekologických funkcí lesů před ekonomickými. Dále v něm odmítají evropské návrhy na plánování, monitorování, certifikaci a reportování o stavu lesů s tím, že by naplňování vytyčených ekologických cílů příliš posílilo pravomoci evropských institucí na úkor členských států. Den po zveřejnění Vídeňské deklarace se pak ministři z Finska, Švédska, Francie, Německa, Rakouska a Slovenska sešli na neformální schůzce, aby vlastníky a představitele průmyslu podpořili.
Proti dopisu ministrů i Vídeňské deklaraci se ostře vymezilo na 80 neziskových organizací sdružených v síti European Environmental Bureau (EEB). Ve svém otevřeném dopise odkazují představitele členských států na závazky vyplývající z Úmluvy o biologické rozmanitosti, směrnic o stanovištích a o ptácích a vyzývají je, aby novou lesní strategii plně podpořili. Dále odmítají praktiky konvenčních lesních podniků zaměřených na krátkodobý finanční prospěch a kritizují představitele řady členských států za to, že takovýto status-quo hájí. Naléhají rovněž na Evropskou komisi, aby silnému lobbingu ze strany lesního průmyslu a vlastníků neustupovala.